# Lincoln, Nebraska
För andra betydelser, se Lincoln.
Lincoln är huvudstad i delstaten Nebraska i USA. Lincoln ligger om 80 km sydväst om staden Omaha. Staden hade 258 379 invånare under år 2010 och är statens näst största stad efter Omaha. 

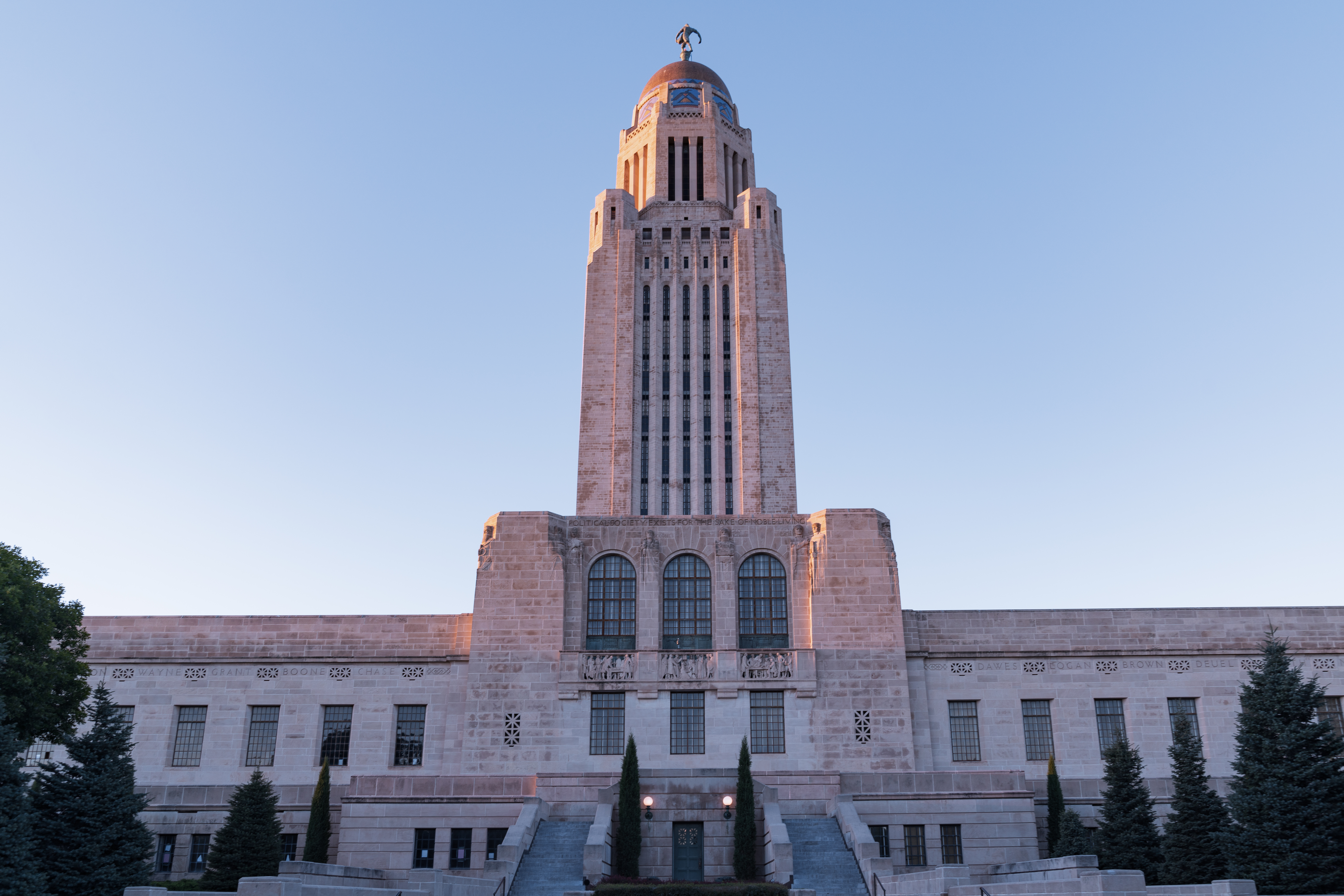
Nebraska State Capitol Building, säte för Nebraskas legislatur.

## Bakgrund
Lincoln grundades 1856 under namnet Lancaster och var administrativt centrum i Lancaster County till 1859. Omaha var ursprungligen huvudstad i territoriet Nebraska, men när Nebraska införlivades i USA som en separat stat 1 mars 1867 var det med Lincoln som huvudstad. Lancaster döptes till Lincoln efter president Abraham Lincolns död.